# Marchesato del Bosco

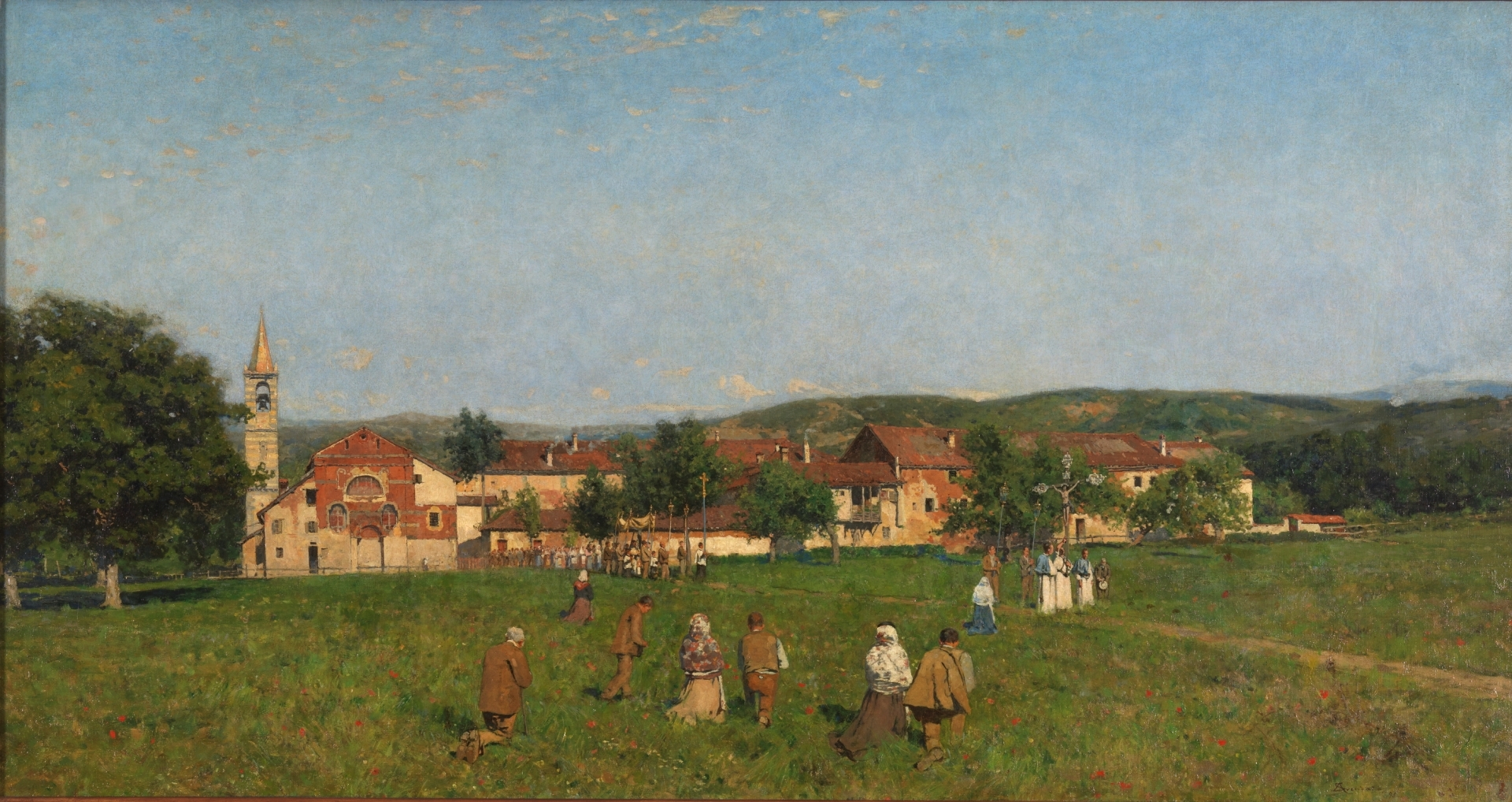
Dipinto dell'Abbazia di Santa Maria alla Croce di Tiglieto fondata dal marchese Anselmo I del Bosco con la moglie Adelasia e i due figli maschi (Serafin Avendano, Museo del Prado).

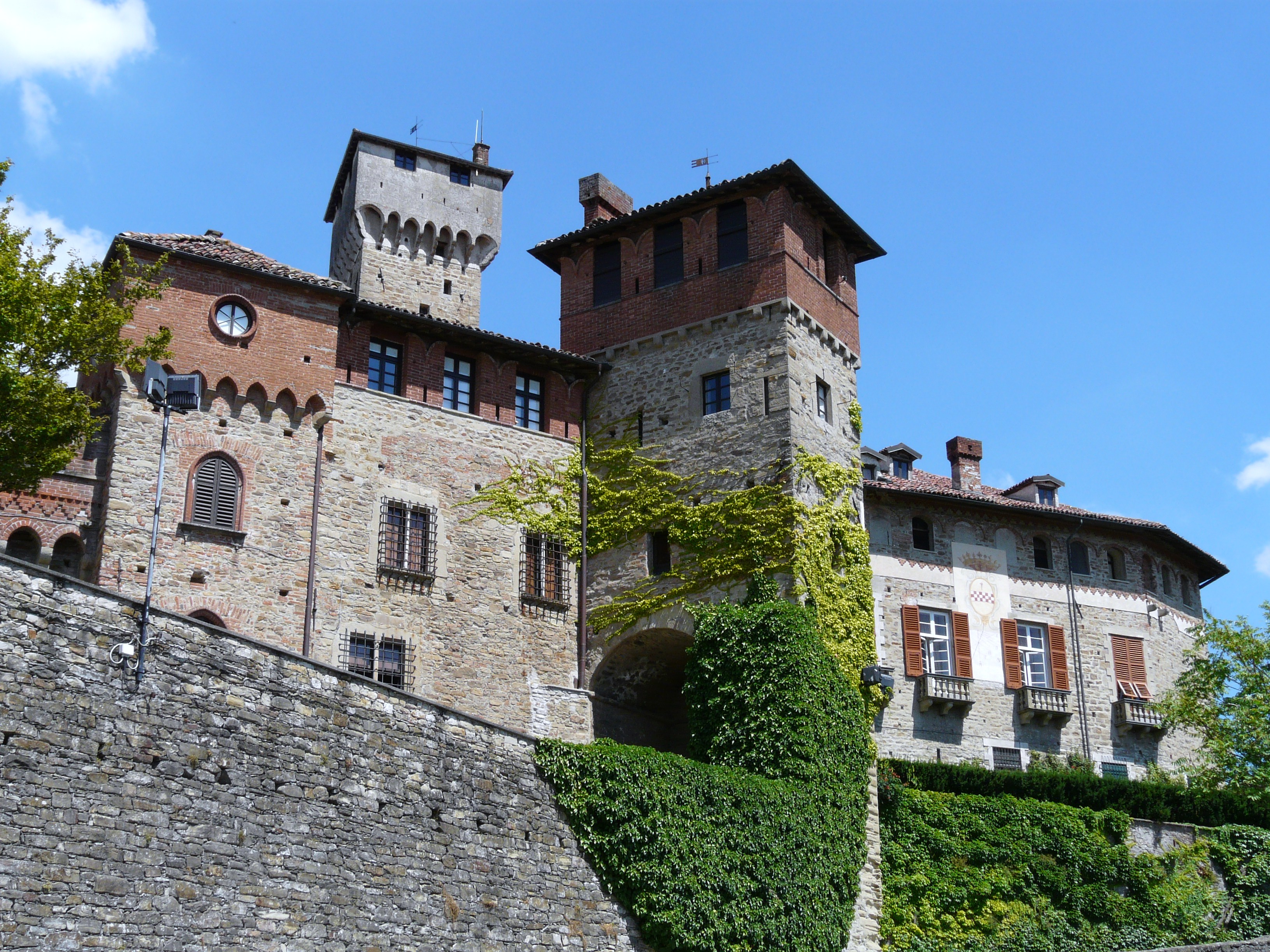
Castello di Tagliolo (Tagliolo Monferrato)

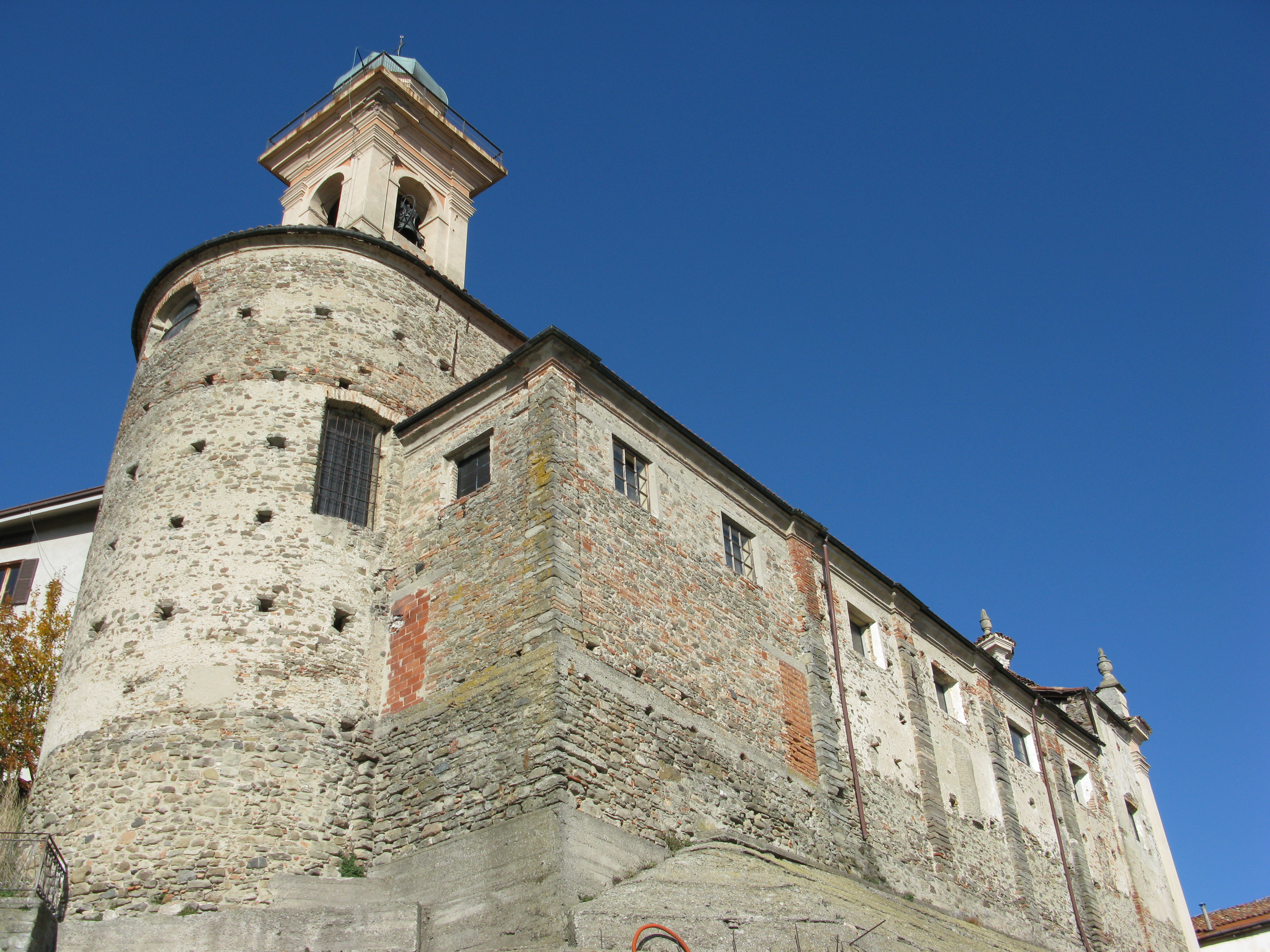
Antiche mure del castello di Pareto (Castrum Peretis)

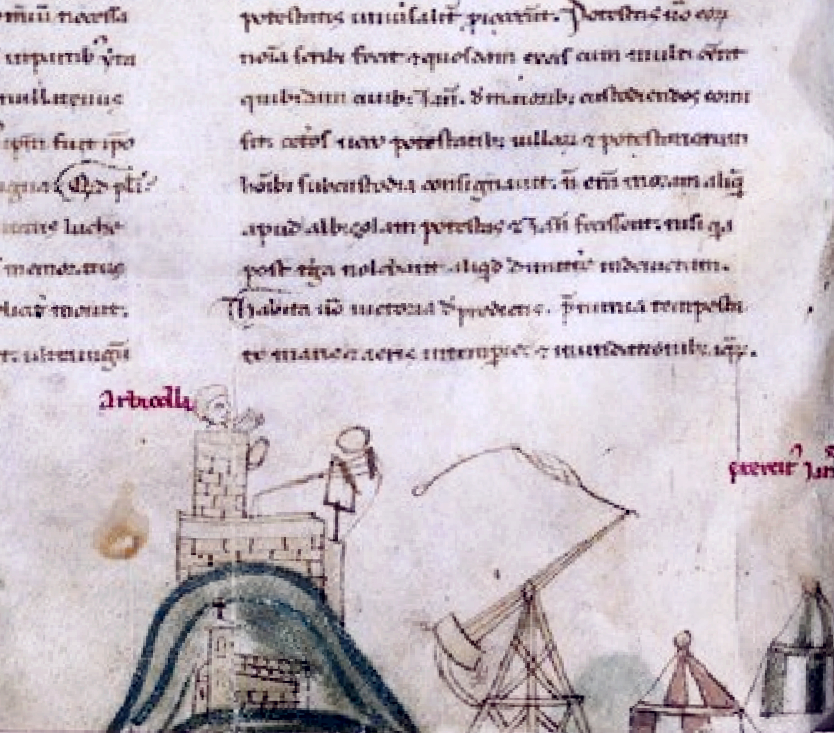
Assedio del Castellaro di Albisola (1227) Annales Ianuenses

Il Marchesato del Bosco fu un antico stato del Sacro Romano Impero in Italia, fondato nell'XI secolo come frazione della Marca Aleramica dal marchese Ugo I del Bosco. Successivamente fu suddiviso tra i maschi della stirpe, secondo le consuetudini della legge salica, nei i marchesati di Ponzone, Ussecio-Pareto, Albisola e Varazze. Dopo la sconfitta ghibellina del XIII secolo i domini del marchesato vennero divisi, dall'appennino ligure alla pianura, passarono sotto la giurisdizione del libero comune di Alessandria, dall'appennino ligure al mare, passarono sotto la giurisdizione della Repubblica di Genova.
Nel XIV secolo la località di Bosco vene infeudata dalla Repubblica di Genova a un ramo dei marchesi Malaspina, chiamati anche "marchesi del Bosco".

## Origine
La fondazione risale al marchese Ugo I del Bosco, figlio secondogenito di Anselmo II di Savona e Adila di Milano, e nipote di Anselmo I di Savona a sua volta figlio di Aleramo del Monferrato. Ugo ereditò i diritti nel territorio che dal litorale ligure fra Albisola, ad oriente del monte Priocco, e Varazze compresa, tra cui Celle e Stella, si spingeva verso la Pianura Padana lungo le valli dell'Orba, della Stura e del Piota, sino ai territori dove sarebbe in seguito sorta la città di Alessandria, avendo come confine nord-occidentale la Bormida di Spigno. Confinava con il marchesato del Monferrato, con la marca obertenga e con la marca di Savona.

## Castello del Bosco
L'area di pianura fra Alessandria e l'Appennino ligure era anticamente coperta di folti boschi, costituendo la media silva, di cui parlarono i geografi antichi. I Longobardi vi costruirono il primo castello del Bosco (oggi Bosco Marengo). La denominazione "del Bosco" pervenne dal principale possedimento e cioè il vasto territorio chiamato "bosco di Ovada": «[...] nemus quod dicitur et appellatur nemus de Uvada videlicet ab Uvada usque ad Jugum Vulturis [...]». Fra il XI e il XVI secolo, quando venne distrutto dal imperatore Carlo V, il castello del Bosco fu una fortezza di prim'ordine, le cui possenti mura si sviluppavano per circa un chilometro con un largo fossato e dodici torrioni, l'ultimo dei quali è sopravvissuto e mutato nel campanile della chiesa dei Santi Pietro e Pantaleone.

## Abbazia di Tiglieto
Nel 1131, con atto datato 17 agosto, il marchese Anselmo I del Bosco fondò la Abbazia di Santa Maria alla Croce di Tiglieto in loco et fundo Boschi, con la moglie Adalasia, figlia del conte Ubaldo, e i suoi figli maschi Manfredo I e Guglielmo "Pixaloira": Anselmus Marchio filius b. m. Hugonis Marchionis et Adalasia comitissa filia Ubaldi cum Villelmo et Manfredo ipsorum filiis. Per molto tempo, i rispettivi discendenti continuarono ad accrescere il patrimonio del monastero, anche nei loro feudi sulla costa del Mar Ligure.

## Età comunale

### Fondazione di Alessandria
Nel 1168 i marchesi del Bosco parteciparono alla fondazione di Alessandria, il cui nucleo centrale, Borgo Rovereto, era sotto la loro giurisdizione. Nei secoli successivi il loro territorio fu conteso fra i comuni di Alessandria e Genova, a cui i marchesi dovettero ripetutamente giurare sottomissione.

### Libero comune di Savona
Nel XIII secolo, i marchesi di Ponzone e di Varazze, parteciparono alla fondazione del libero comune di Savona con la cessione dei loro feudi al comune, secondo le ratificazioni degli imperatori Ottone IV (1209) e Federico II (1221), insieme ai del Carreto, ancora marchesi di Savona. Ciononostante, dopo la sconfitta ghibellina a Savona, furono costretti a cedere i suoi feudi rimasti alla Repubblica di Genova, che favorì il dominio delle famiglie consolare genovesi dei Malocelli e i Doria, legati da vincoli matrimoniali con i Aleramici. Diversi rami di questi marchesi furono aggiunti al patriziato di Savona e di Genova.

## Elena del Bosco, marchesa del Monferrato
Intorno al 1172 il marchese Bonifacio I del Monferrato, poi re di Tessalonica e Creta, sposò la sua consanguinea Elena del Bosco, figlia del marchese Anselmo I del Bosco e la sua moglie Adelasia (figlia del conte Ubaldo, anche chiamato Oberto). Elena del Bosco e Bonifacio I di Tessalonica furono i genitori del marchese Guglielmo VI del Monferrato e della imperatrice Agnese del Monferrato (moglie dell'imperatore Enrico di Fiandria), quindi nonna di Bonifacio II, re di Tessalonica (nonno della imperatrice Irene-Violante del Monferrato), di Alice del Monferrato, regina di Cipro, e di Beatrice del Monferrato, delfina reggente del Viennois.

## Frazione del marchesato del Bosco
I tre figli di Ugo I del Bosco diedero origine rispettivamente ai marchesi del Bosco, di Ponzone e di Albissola.
1. La signoria di Anselmo IV del Bosco si estendeva su Bosco, Pecetto, Maranzana, Ponzano, Ovada, Ussecio, Pareto, Mioglia, Rossiglione, Monteacuto (località nei pressi di Pareto), Ponte dei Prati, Giovo Ligure, Stella, Celle e Varazze.
  1. La signoria di Manfredo I del Bosco, figlio primogenito di Anselmo IV, comprendeva Bosco, Ovada, Ussecio, Pareto, Mioglia, Rossiglione, Ponte dei Prati, Giovo Ligure e parte di Stella. Frazionò il suo territorio tra i suoi figli: Ottone del Bosco (ultimo marchese del Bosco degli Aleramici) e Guglielmo (genitore dei marchesi di Ussecio e di Pareto).
  2. La signoria di Guglielmo "Pixalora", figlio secondogenito di Anselmo IV, comprendeva Celle, Sanda, parte di Stella e di Varazze, poi delle Albissole.
2. La signoria di Aleramo II di Ponzone si estendeva su Ponzone, Sassello e Spigno e parte di Varazze[18]. Dalla sua discendenza derivarono i marchesi di Ponzone.
3. La signoria di Guelfo I d'Albissola si estendeva su Albissola Marina e Albisola Superiore. Fu il primo e l'ultimo ad essere chiamato marchese di Albissola. Alla sua morte senza figli maschi il marchesato di Albisola fu condiviso tra i marchesi di Ponzone e il marchese Guglielmo "Pixaloira" e gestito di modo consortile da Varazze[9][19] (comprendeva Albisola Marina, Albissola Superiore, Celle, Sanda, Stella e Varazze).[20]

## Marchesato del Bosco dei Malaspina
Il progressivo frazionamento dei beni feudali fra diverse linee dinastiche fu la principale causa della decadenza del potente marchesato del Bosco, come di altre dinastie aleramiche. Il ramo primogenito restò in possesso d'alcuni feudi nel territorio principale dell'antico marchesato sovrano del Bosco fino alla metà del XIII secolo, quando questo ramo si estinse dopo l'esecuzione effettuata dai genovesi dei due ultimi eredi del marchesato, lasciando i domini in possesso di Agnese del Bosco, figlia di Guglielmo (figlio di Ottone) e moglie di Federico I Malaspina, marchese di Villafranca (figlio di Corrado I l'Antico e padre naturale di Corrado il Giovane ). Dopo questi, i Malaspina di Villafranca furono anche chiamati "marchesi del Bosco" in quanto signori del luogo del Bosco e marchesi per diritto proprio.

Stemma dei marchesi del Bosco (Aleramici)
Stemma dei marchesi del Bosco (Malaspina)

## Genealogia dei marchesi del Bosco
|                        |                        |                  |                         |                                                 |                                                 |                       |                                  |                                       |                                          | |                                                 |                |           |                                                   |                                                   |                                                |                                                |               |                                   |                                   |              |              |
|                        |                        |                  |                         |                                                 |                                                 |                       |                                  |                                       |                                          | · Marchesi · di Savona · - Aleramici - · Anselmo I · Marchese del Bosco · *? †? · ⚭ Adelasia ? · *? †? |                                                 |                |           |                                                   |                                                   |                                                |                                                |               |                                   |                                   |              |              |
|                        |                        |                  |                         |                                                 |                                                 |                       |                                  |                                       |                                          | |                                                 |                |           |                                                   |                                                   |                                                |                                                |               |                                   |                                   |              |              |
|                        |                        |                  |                         |                                                 |                                                 |                       |                                  |                                       |                                          | |                                                 |                |           |                                                   |                                                   |                                                |                                                |               |                                   |                                   |              |              |
|                        |                        |                  |                         | Guglielmo Pixaloira *? †? ⚭ Maria d'Albon *? †? | Guglielmo Pixaloira *? †? ⚭ Maria d'Albon *? †? |                       |                                  |                                       |                                          | |                                                 |                |           | Manfredo I Marchese del Bosco *? †?               | Manfredo I Marchese del Bosco *? †?               | Elena *? †? ⚭ Bonifacio I del Monferrato *? †? | Elena *? †? ⚭ Bonifacio I del Monferrato *? †? |               |                                   |                                   |              |              |
|                        |                        |                  |                         |                                                 |                                                 |                       |                                  |                                       |                                          | |                                                 |                |           |                                                   |                                                   |                                                |                                                |               |                                   |                                   |              |              |
|                        |                        |                  |                         |                                                 |                                                 |                       |                                  |                                       |                                          | |                                                 |                |           |                                                   |                                                   |                                                |                                                |               |                                   |                                   |              |              |
| Anselmo Bisaccia *? †? | Anselmo Bisaccia *? †? | Arduino *? †1185 | Arduino *? †1185        | Delfino *? †1223 ⚭ Giovanna di Ussecio *? †?    | Delfino *? †1223 ⚭ Giovanna di Ussecio *? †?    | Azzo *? †?            | Azzo *? †?                       | Sibila *? †? ⚭ Enrico Malocello *? †? | Sibila *? †? ⚭ Enrico Malocello *? †?    | Guglielmo Marchese di Ussecio e di Pareto *? †?                                                        | Guglielmo Marchese di Ussecio e di Pareto *? †? |                |           |                                                   |                                                   |                                                |                                                |               | Ottone Marchese del Bosco *? †?   | Ottone Marchese del Bosco *? †?   |              |              |
|                        |                        |                  |                         |                                                 |                                                 |                       |                                  |                                       |                                          | |                                                 |                |           |                                                   |                                                   |                                                |                                                |               |                                   |                                   |              |              |
|                        |                        |                  |                         |                                                 |                                                 |                       |                                  |                                       |                                          | |                                                 |                |           |                                                   |                                                   |                                                |                                                |               |                                   |                                   |              |              |
|                        |                        |                  | Guglielmo Delfino *? †? | Guglielmo Delfino *? †?                         | Ansaldo Delfino *? †?                           | Ansaldo Delfino *? †? | Enrico Marchese di Ussecio *? †? | Enrico Marchese di Ussecio *? †?      |                                          | |                                                 |                |           | Bonifacio Marchese di Pareto *? †? ⚭ Alfana *? †? | Bonifacio Marchese di Pareto *? †? ⚭ Alfana *? †? |                                                | Alberto *? †?                                  | Alberto *? †? | Guglielmo *? †?                   | Guglielmo *? †?                   | Trucho *? †? | Trucho *? †? |
|                        |                        |                  |                         |                                                 |                                                 |                       |                                  |                                       |                                          | |                                                 |                |           |                                                   |                                                   |                                                |                                                |               |                                   |                                   |              |              |
|                        |                        |                  |                         |                                                 |                                                 |                       |                                  |                                       |                                          | |                                                 |                |           |                                                   |                                                   |                                                |                                                |               |                                   |                                   |              |              |
|                        |                        |                  |                         |                                                 | Guglielmo *? †?                                 | Guglielmo *? †?       | Guelfo II *? †?                  | Guelfo II *? †?                       | Giovanna *? †? ⚭ Delfino del Bosco *? †? | Giovanna *? †? ⚭ Delfino del Bosco *? †?                                                               | Manfredo *? †?                                  | Manfredo *? †? |           |                                                   |                                                   |                                                | Corrado *? †?                                  | Corrado *? †? | Agnese *? †? ⚭ Federico Malaspina | Agnese *? †? ⚭ Federico Malaspina |              |              |
|                        |                        |                  |                         |                                                 |                                                 |                       |                                  |                                       |                                          | |                                                 |                |           |                                                   |                                                   |                                                |                                                |               |                                   |                                   |              |              |
|                        |                        |                  |                         |                                                 |                                                 |                       |                                  |                                       |                                          | |                                                 |                |           |                                                   |                                                   |                                                |                                                |               |                                   |                                   |              |              |
|                        |                        |                  |                         |                                                 |                                                 |                       |                                  |                                       | Lancellotto *? †?                        | Lancellotto *? †?                                                                                      | Giacomo *? †?                                   | Giacomo *? †?  | Ugo *? †? | Ugo *? †?                                         | Leone *? †?                                       | Leone *? †?                                    | Enrico *? †?                                   | Enrico *? †?  | Riccardo *? †?                    | Riccardo *? †?                    |              |              |
|                        |                        |                  |                         |                                                 |                                                 |                       |                                  |                                       |                                          | |                                                 |                |           |                                                   |                                                   |                                                |                                                |               |                                   |                                   |              |              |
|                        |                        |                  |                         |                                                 |                                                 |                       |                                  |                                       |                                          | |                                                 |                |           |                                                   |                                                   |                                                |                                                |               |                                   |                                   |              |              |
|                        |                        |                  |                         |                                                 |                                                 |                       |                                  |                                       |                                          | |                                                 |                |           |                                                   | Enrico *? †?                                      |                                                |                                                |               |                                   |                                   |              |              |
|                        |                        |                  |                         |                                                 |                                                 |                       |                                  |                                       |                                          | |                                                 |                |           |                                                   |                                                   |                                                |                                                |               |                                   |                                   |              |              |
|                        |                        |                  |                         |                                                 |                                                 |                       |                                  |                                       |                                          | |                                                 |                |           |                                                   |                                                   |                                                |                                                |               |                                   |                                   |              |              |
|                        |                        |                  |                         |                                                 |                                                 |                       |                                  |                                       |                                          | |                                                 |                |           |                                                   | Guerrera *? †? ⚭ Leone di Ponzone *? †?           |                                                |                                                |               |                                   |                                   |              |              |

### Esplicative
1. 1 2 3  Fondatore dell'Abbazia di Santa Maria alla Croce di Tiglieto (Cfr. tiglieto.it e La Stampa).
2. ↑  Fondatrice del monastero di Santa Maria di Latronorio (Cfr. Tiziano Franzi).
3. ↑  Crociato, morì ad Acri.
4. ↑  Console della Repubblica di Genova (Cfr. Cornelio Desimoni).
5. ↑  Figlio di Guglielmo Pixaloira.
6. ↑  Marchese di Villafranca, figlio di Corrado Malaspina.
7. ↑  Figlio di Emmanuele di Ponzone.

### Bibliografiche
1. 1 2   MONFERRATO, SALUZZO, SAVONA, su fmg.ac. URL consultato il 5 maggio 2024.
2. ↑  Vittorio Angius, p. 815.
3. ↑  Monumenta Aquensia, col. 47, 48.
4. ↑  tiglieto.it.
5. ↑  La Stampa.
6. ↑  Giovanna Petti Balbi, pp. 20, 21.
7. ↑  Giuseppe Antonio Chenna, p. 23 e sgg.
8. ↑  Pier Luigi Bruzzone.
9. 1 2  Convegno di Carcare, p. 82.
10. ↑  Puncuh, Rovere.
11. ↑  Goffredo Casalis/I, p. 379.
12. ↑  Federico Federici, p. 11.
13. ↑  Federico Bruno, pp. 43-52.
14. ↑  Giuseppe Aldo Di Ricaldone.
15. ↑  Josepha Costa Restagno.
16. ↑  Goffredo Casalis/II.
17. ↑  Walter Haberstumpf, p. 234.
18. 1 2  Geo Pistarino.
19. ↑  Cornelio Desimoni.
20. ↑  Ausilia Roccatagliata.
21. ↑  Simonetta Saffiotti Bernardi.
22. ↑  Silvio Pasquazi.
23. ↑  Société d'études des Hautes-Alpes, pp. 11, 18, 31.
24. ↑  Puncuh, Rovere, p. 109.
25. ↑  Hall, Krueger, Reynolds.
26. ↑  Gabotto, Roberti, Chiattone, pp. 86, 288.
27. ↑  Arturo Ferretto, p. 275.

### Codici, fondi, archivistica
- Federico Federici, Scrutinio delle Famiglie Nobili Che Sono Ora Al Governo della Repubblica di Genova, in Scrutinio della Nobiltà Ligustica composto da Federico Federici nobile genovese, vol. 1, Genova, Archivio Storico del Comune di Genova, Società Ligure di Storia Patria, XVII secolo.
- Giuseppe Antonio Chenna, Del Vescovato de' Vescovi e delle Chiese della Città e Diocesi d'Alessandria, Alessandria, Ignazio Vimercati Stampatore, 1786.
- Giovanni Battista Moriondo, Monumenta Aquensia, Pars I, Torino, Tipografia Regia, 1790.
- (LA) Philipp Jaffé (a cura di), Regesta Pontificum Romanorum Ab Condita Ecclesia Ad Annum Post Christum Natum MCXCVIII [Registri dei Pontefici Romani dalla fondazione della Chiesa fino all'anno 1198 dopo la nascita di Cristo], Berolini & Co., 1851.
- Cornelio Desimoni, Due documenti di un marchese Arduino, crociato nel 1184-1185, in Giornale linguistico di archeologia, storia e letteratura, anno V, Genova, Tipografia del Regio Istituto Sordomuti, 1878.
- (LA) Ferdinando Gabotto, Giuseppe Roberti e Domenico Chiattone (a cura di), Cartario della Abazia di Staffarda, in Biblioteca della Società Storica Subalpina, volumi 11 e 12, Cartario VII, Torino, Tipografia Chiantore-Mascarelli, 1901.
- Arturo Ferretto, Codice Diplomatico delle Relazioni fra la Liguria la Toscana e la Lunigiana ai Tempi di Dante, in Atti della Società Ligure di Storia Patria, volume XXXI, fascicolo II, Roma, Tipografia degli artigianelli di san Giuseppe, 1903.
- Margaret Hall, Hilmar Krueger e Robert Reynolds (a cura di), Notai Liguri del sec. XII (PDF), volume II, parte I, Genova, Regia Deputazione di Storia Patria per la Liguria, 1938.
- (IT, LA) Ausilia Roccatagliata (a cura di), Gli Statuti di Varazze (PDF), in Fonti per la Storia della Liguria, volume XVI, Genova, Regione Liguria - Assessorato alla Cultura, 2001. URL consultato il 9 dicembre 2022 (archiviato dall'url originale il 22 settembre 2021).
- Margaret Hall, Hilmar Krueger e Robert Reynolds (a cura di), Notai Liguri del sec. XII (PDF), volume II, parte I, Genova, Regia Deputazione di Storia Patria per la Liguria, 1938.

### Storica, annalistica
- Goffredo Casalis (a cura di), Dizionario Geografico Storico-Statistico-Commerciale degli Stati di S. M. il Re Di Sardegna, volume VII, Torino, G. Maspero, Cassone e Marzorati, 1840.
- (IT, LA) Vittorio Angius, Sulle famiglie nobili della monarchia di Savoia, illustrazioni di Giovanni Monneret (incisore) e Enrico Gonin (illustratore), vol. 2, Torino, Fontana e Isnardi, 1847.
- Goffredo Casalis (a cura di), Dizionario Geografico Storico-Statistico-Commerciale degli Stati di S. M. il Re Di Sardegna, volume XX, Torino, G. Maspero, Cassone e Marzorati, 1850.
- Pier Luigi Bruzzone, Storia del Comune di Bosco, 1 e 2, Torino, Tipografia F. Franchini, 1861.
- Simonetta Saffiotti Bernardi, Corrado II Malaspina, in Enciclopedia dantesca, Roma, Istituto dell'Enciclopedia Italiana, 1970.
- Silvio Pasquazi, Valletta dei Principi, in Enciclopedia dantesca, Roma, Istituto dell'Enciclopedia Italiana, 1970.
- Giuseppe Aldo di Ricaldone, Annali del Monferrato (951-1708), Torino, La cartostampa, 1972.
- Giovanni Miccoli, Callisto II, papa, in Dizionario biografico degli italiani, vol. 16, Roma, Istituto dell'Enciclopedia Italiana, 1973.
- Geo Pistarino, Da Ovada Aleramica Ad Ovada Genovese. Conferenza dell'Accademia Urbense di Ovada (PDF), in Rivista di storia, arte, archeologia delle provincie di Alessandria e Asti, anno XC, Ovada, Società di storia, arte, archeologia delle provincie di Alessandria e Asti, 1981.
- Giovanni Nuti, Enirco del Carretto, marchese di Savona, in Dizionario biografico degli italiani, vol. 36, Roma, Istituto dell'Enciclopedia Italiana, 1988.
- Walter Haberstumpf, Dinastie europee nel Mediterraneo orientale: i Monferrato e i Savoia nei secoli XII-XV, Torino, Scriptorium, 1995, ISBN 978-88-86231-25-1.
- (EN) Elena Bellomo, The Templar Order in North-west Italy (1142 - c.1330) [L'Ordine Templare nell'Italia nord occidentale (1142 - c.1330)], Leiden, Koninklijke Brill NV, 2008, ISBN 978-90-04-16364-5.
- Enrico Ivaldi e Andrea Repetto, Azzone di Ponzone, vescovo d’Acqui (1098-1135 circa) al concordato di Worms (PDF), in ITER , ricerche fonti e immagini per un territorio, n. 42, Acqui Terme, ed. Impressioni Grafiche,, dicembre 2018.
- Andrea Paleologo Oriundi, Storia degli Aleramici, Bologna, Casa Editrice Odoya, 2019, ISBN 978-8862885430.

### Ricerche, studi, convegni, pubblicazioni
- Federico Bruno, La ricostituzione del Libro d’Oro, del Comune di Savona (PDF), in Atti della Società Savonese di Storia Patria, volume II, Savona, Tipografia Bertolotto & C., 1919.
- (FR) Bulletin de la Société d'études historiques, scientifiques, artistiques, et littéraires des Haute-Alpes, Société d'études des Hautes-Alpes, 1925.
- Dino Puncuh e Antonella Rovere (a cura di), I Registri della Catena del Comune di Savona (PDF), in Atti della Società Ligure di Storia Patria, volume XXI, Registro I, Genova, Società Ligure di Storia Patria, 1986.
- Società Savonese di Storia Patria, Le strutture del territorio fra Piemonte e Liguria: dal X al XVIII secolo, Convegno di Carcare, Alessandro Crosetti, Cuneo, Società per gli studi storici archeologici ed artistici della provincia di Cuneo, 15 luglio 1990.
- Giovanna Petti Balbi, Governare la città: pratiche sociali e linguaggi politici a Genova in età medievale (PDF), in Reti Medievali - Monografie, n. 4, Firenze, Firenze University Press, 2007, ISBN 978-88-8453-603-7.
- Romeo Pavoni, Accademia Urbense, Genova e i marchesi di Monferrato in val d'Orba e nell'età di Federico I (PDF), Ovada, Impressioni Grafiche, 2004.
- Josepha Costa Restagno, Istituto internazionale di studi liguri, Cavalieri di San Giovanni in Liguria e nell'Italia settentrionale (PDF), Genova, Commenda di San Giovanni di Pré, Genova, Istituto internazionale di studi liguri, 30 settembre - 2 ottobre 2004.

### Risorse in rete
- Tiziano Franzi, Gli Ospizi Medievali in Varagine (PDF).
- Badia: la storia approfondita, su tiglieto.it.
- Rinasce la Badia Cistercense di Tiglieto, in La Stampa, Torino, GEDI Gruppo Editoriale, 13 ottobre 2016.